# Friedrich (baron) von Schrötter
Friedrich (baron) von Schrötter (Freiherr von Schrötter) (1862 – 1944) – niemiecki ekonomista, historyk i numizmatyk, zasłużony dla badań nad nowożytnym mennictwem Niemiec.
Od 1895 był współpracownikiem, a następnie (od 1927) kustoszem berlińskiego Gabinetu Monet przy Muzeum Bodego. Na podstawie jego zbiorów stworzył fundamentalne dzieło o mennictwie brandenbursko-pruskim w okresie 1640-1873, wydane w 12 tomach przez berlińską Akademię Nauk w ramach Acta Borussica w latach 1904-1925. Położył duże zasługi w zakresie prac nad nowym klasyfikowaniem i inwentaryzowaniem wszystkich średniowiecznych i nowożytnych monet i medali Gabinetu, według koncepcji wypracowanej przez swego poprzednika, wybitnego niemieckiego numizmatyka Juliusa Menadier (1854-1939). Poza mennictwem brandenburskim jego zainteresowania i prace obejmowały zwłaszcza dzieje mennictwa Trewiru i Magdeburga.
Wśród pozostałych prac naukowych na uwagę szczególnie zasługują:
- Die Münzen Friedrich Wilhelms des Grossen Kurfürsten und Friedrichs III. von Brandenburg. Münz- und Geldgeschichte 1640-1700 (2 tomy), Berlin 1913/1922
- Das preussische Münzwesen im 18. Jahrhundert (7 tomów), Berlin 1902-13
- Das preussische Münzwesen 1806-1873 (3 tomy), Berlin 1925-26
- Beschreibung von neuzeitlichen Münzen von Trier 1556-1794, Bonn 1908
- Geschichte der neueren Münz- und Geldwesens im Kurfürstentum Trier 1550-1794, Berlin 1917
- Beschreibung der neuzeitlichen Münzen des Erzstiftes und der Stadt Magdeburg 1400-1682, Magdeburg 1919
- Brandenburg-Fränkisches Münzwesen. Das Münzwesen der hohenzollernschen Burggrafen von Nürnberg und der Markgrafen von Brandenburg in Franken 1350-1603 (2 tomy), Halle 1927/1929

Wydany pod jego redakcją w okresie międzywojennym leksykon numizmatyczny Wörterbuch der Münzkunde (Berlin-Leipzig 1930), mimo iż częściowo przestarzały, nadal zaliczany jest do podstawowych tytułów literatury numizmatycznej (współczesny przedruk: Walter de Gruyter, Berlin 1970 [reprint 2012] ISBN 978-3110012279). 